# 上交口站
上交口站是一个陇海线上的铁路车站，位于河南省三门峡市交口乡，建于1956年，目前为四等站，邮政编码为472022。目前客运：办理旅客乘降；不办理行李、包裹托运；货运：办理整车货物发到。